# Condado de Pierce (Geórgia)
O Condado de Pierce é um dos 159 condados do Estado americano de Geórgia. A sede do condado é Blackshear, e sua maior cidade é Blackshear. O condado possui uma área de 891 km², uma população de 15,636 habitantes, e uma densidade populacional de 18 hab/km² (segundo o censo nacional de 2000). O condado foi fundado em 8 de dezembro de 1857.